# The Equalizer (franchise)

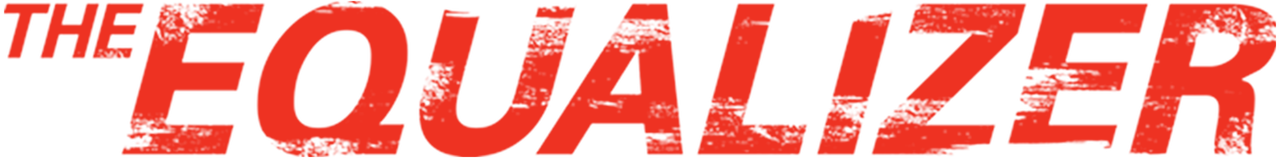
Logo del franchise

The Equalizer è un media franchise statunitense di genere thriller d'azione inizialmente co-creato da Michael Sloan e Richard Lindheim. Ha avuto origine con una serie televisiva della CBS prodotta dal 1985 al 1989, con protagonista Edward Woodward. Il concetto è stato poi riavviato due volte. Un primo reboot è avvenuto con la trilogia di film diretta da Antoine Fuqua, con protagonista Denzel Washington, costituita da The Equalizer - Il vendicatore (2014), The Equalizer 2 - Senza perdono (2018) e The Equalizer 3 - Senza tregua (2023). Successivamente, nel 2021 è stata creata una serie televisiva ispirata all'originale, ma rivisitata, prodotta sempre da CBS, con Queen Latifah nel ruolo di Robyn McCall. Il co-creatore originale Michael Sloan, inoltre, ha scritto una serie di romanzi inerenti al personaggio di Robert McCall, il cui primo volume è stato pubblicato nel 2014.

## Soggetto
Il franchise è incentrato su un agente dei servizi segreti in pensione, Robert McCall, con un passato misterioso che usa le competenze della sua precedente carriera per ottenere giustizia per conto di persone innocenti che si trovano in circostanze pericolose, mentre talvolta deve anche affrontare persone del suo passato in operazioni segrete che cercano di farlo rientrare in gioco o regolare vecchi conti.

## Serie televisive

### Serie originale
Lo show originale andò in onda per quattro stagioni di 22 episodi ciascuna, a partire dal 1985 fino al 1989. Inizialmente fu rinnovato per una quinta stagione (costringendo Keith Szarabajka a rifiutare un ruolo nella serie televisiva Voci nella notte). Lo show fu poi cancellato, però, a causa di una lite tra CBS e Universal Studios sul rinnovo de La signora in giallo. In The Story of The Equalizer, creato per il cofanetto DVD, il produttore esecutivo Coleman Luck affermò anche che Universal aveva richiesto una sceneggiatura per un episodio crossover con Magnum, P.I. nonostante le obiezioni della troupe dovute ai toni molto diversi dei due show. Alla fine, il crossover non avvenne e l'episodio fu riscritto come Beyond Control.
La musica a tema dello show fu creata dal compositore/interprete Stewart Copeland, il suo primo tentativo di composizione di musica a tema in quella che sarebbe diventata una lunga carriera in quel campo. La traccia si chiama Busy Equalizing. Una versione estesa appare nel suo album The Equalizer and Other Cliff Hangers.

### Serie reboot
Nel novembre 2019, la CBS annunciò che era in fase di sviluppo un reboot con Queen Latifah nel ruolo principale di Robyn McCall. Andrew Marlowe e Terri Miller avrebbero dovuto fungere da showrunner con la stessa Latifah come produttrice esecutiva. Il 27 gennaio 2020, la CBS stabilì un episodio pilota per la nuova versione.
La serie fu una dei 14 episodi pilota commissionati dalla CBS nel febbraio 2020 e fu accelerata per la produzione il marzo successivo, poiché non fu possibile girare gli episodi pilota per via della chiusura degli studi della Universal Television a causa della pandemia di COVID-19.
L'8 maggio 2020, la CBS riprese la serie e aggiunse Chris Noth nel ruolo di William Bishop, un eccentrico ex direttore della CIA, co-protagonista insieme a Latifah. È stata presentata in anteprima il 7 febbraio 2021, dopo il Super Bowl LV.
A marzo 2021, la serie fu rinnovata per una seconda stagione, che debuttò il 10 ottobre 2021. A maggio 2022, la serie fu rinnovata per la terza e la quarta stagione. La terza stagione debuttò il 2 ottobre 2022, mentre la quarta stagione il 18 febbraio 2024.
Nell'aprile 2024, la serie è stata rinnovata per una quinta stagione, la cui messa in onda è prevista per il 20 ottobre 2024.

## Film
| Film                            | Data di uscita USA | Regia         | Sceneggiatura | Produttori |
| ------------------------------- | ------------------ | ------------- | ------------- | --- |
| The Equalizer - Il vendicatore  | 26 settembre 2014  | Antoine Fuqua | Richard Wenk  | Todd Black, Jason Blumenthal, Denzel Washington, Alex Siskin, Steve Tisch, Mace Neufeld, Tony Eldridge, Michael Sloan                    |
| The Equalizer 2 - Senza perdono | 20 luglio 2018     | Antoine Fuqua | Richard Wenk  | Todd Black, Jason Blumenthal, Denzel Washington, Alex Siskin, Steve Tisch, Antoine Fuqua, Mace Neufeld, Tony Eldridge, Michael Sloan     |
| The Equalizer 3 - Senza tregua  | 1º settempre 2023  | Antoine Fuqua | Richard Wenk  | Todd Black, Jason Blumenthal, Denzel Washington, Antoine Fuqua, Steve Tisch, Clayton Townsend, Alex Siskin, Tony Eldridge, Michael Sloan |

### The Equalizer - Il vendicatore

Robert McCall nel primo film

Robert McCall, un veterano agente segreto in cerca di redenzione per le sue oscure e cattive azioni, è da anni ormai lontano dal mondo del crimine, vivendo un'esistenza appartata e lavorando in un negozio di fai da te. Il suo aiuto nei confronti della giovane prostituta Teri, incontrata una sera per caso, finirà però con il metterlo nei guai con la mafia russa.

### The Equalizer 2 - Senza perdono
Robert McCall, in passato agente segreto, vive ora in un quartiere popolare a Boston, Massachusetts, e si guadagna da vivere facendo l'autista. La sua amica Susan viene incaricata delle indagini su un apparente omicidio-suicidio avvenuto a Bruxelles in coppia con Dave York, un tempo collega di McCall. L'investigatrice viene però attirata in un tranello e a quel punto Robert entra in azione.

### The Equalizer 3 - Senza tregua
Da quando ha abbandonato la sua vita di assassino governativo, Robert McCall ha lottato per rimediare alle orribili azioni compiute in passato e trova una strana consolazione nel perseguire la giustizia in favore degli oppressi. Sentendosi inaspettatamente a casa nel Sud Italia, scopre che i suoi nuovi amici sono sotto il controllo dei boss della criminalità locale. Quando gli eventi precipitano, McCall sa cosa dovrà fare: difendere i suoi amici e sfidare la mafia.

## Personaggi e interpreti
- La cella vuota e grigia scura indica che il personaggio non è presente nel film
- A indica un'apparizione attraverso filmati o audio d'archivio
- P indica un'apparizione in fotografie sullo schermo

| Personaggio         | Film                           | Film                            | Film                           |
| Personaggio         | The Equalizer - Il vendicatore | The Equalizer 2 - Senza perdono | The Equalizer 3 - Senza tregua |
| ------------------- | ------------------------------ | ------------------------------- | ------------------------------ |
| Robert McCall       | Denzel Washington              | Denzel Washington               | Denzel Washington              |
| Susan Plummer       | Melissa Leo                    | Melissa Leo                     | Melissa LeoAP                  |
| Brian Plummer       | Bill Pullman                   | Bill Pullman                    | Bill PullmanP                  |
| Teddy               | Marton Csokas                  |                                 |                                |
| Teri                | Chloë Grace Moretz             |                                 |                                |
| Masters             | David Harbour                  |                                 |                                |
| Mandy               | Haley Bennett                  |                                 |                                |
| Slavi               | David Meunier                  |                                 |                                |
| Ralphie             | Johnny Skourtis                |                                 |                                |
| Tevi                | Alex Veadov                    |                                 |                                |
| Vladimir Pushkin    | Vladimir Kulich                |                                 |                                |
| Vladimir Pushkin    | David Patrick Kelly            |                                 |                                |
| Dave York           |                                | Pedro Pascal                    |                                |
| Miles Whittaker     |                                | Ashton Sanders                  |                                |
| Sam Rubinstein      |                                | Orson Bean                      |                                |
| Resnick             |                                | Jonathan Scarfe                 |                                |
| Fatima              |                                | Sakina Jaffrey                  |                                |
| Ari                 |                                | Kazy Tauginas                   |                                |
| Kovac               |                                | Garrett Golden                  |                                |
| padre turco         |                                | Adam Karst                      |                                |
| Emma Collins        |                                |                                 | Dakota Fanning                 |
| Gio Bonucci         |                                |                                 | Eugenio Mastrandrea            |
| Frank Conroy        |                                |                                 | David Denman                   |
| Aminah              |                                |                                 | Gaia Scodellaro                |
| Enzo Arisio         |                                |                                 | Remo Girone                    |
| Vincent Quaranta    |                                |                                 | Andrea Scarduzio               |
| Marco Quaranta      |                                |                                 | Andrea Dodero                  |
| Chiara Bonucci      |                                |                                 | Sonia Ammar                    |
| Angelo              |                                |                                 | Daniele Perrone                |
| commissario Barella |                                |                                 | Adolfo Margiotta               |
| Stefano             |                                |                                 | Niccolò Senni                  |
| Lorenzo Vitali      |                                |                                 | Bruno Bilotta                  |

## Accoglienza

### Incassi
| Film                            | Data di uscita USA | Incassi ($)  | Incassi ($)    | Incassi ($) | Budget ($) |
| Film                            | Data di uscita USA | Nord America | Internazionale | Mondiale    | Budget ($) |
| ------------------------------- | ------------------ | ------------ | -------------- | ----------- | ---------- |
| The Equalizer - Il vendicatore  | 26 settembre 2014  | 101530738    | 90800000       | 192330738   | 55000      |
| The Equalizer 2 - Senza perdono | 20 luglio 2018     | 102084362    | 88315795       | 190400157   | 62000      |
| The Equalizer 3 - Senza tregua  | 1º settempre 2023  | 92373751     | 98693809       | 191067560   | 70000      |
| Totale                          | Totale             | 295988851    | 277809604      | 573798455   | 187000     |

### Critica
| Film                            | Rotten Tomatoes      | Metacritic         | CinemaScore |
| ------------------------------- | -------------------- | ------------------ | ----------- |
| The Equalizer - Il vendicatore  | 61% (204 recensioni) | 57 (41 recensioni) | A-          |
| The Equalizer 2 - Senza perdono | 52% (211 recensioni) | 50 (43 recensioni) | A           |
| The Equalizer 3 - Senza tregua  | 76% (166 recensioni) | 58 (38 recensioni) | A           |
| Media                           | 63%                  | 55                 | A           |

## Altri media

### Romanzi
Una serie di romanzi inerenti al personaggio di Robert McCall è stata scritta dal co-creatore originale Michael Sloan. Il primo è semplicemente intitolato The Equalizer, pubblicato nel 2014, seguito da Killed in Action: An Equalizer Novel, uscito nel 2018. I romanzi sono una rivisitazione moderna della serie originale e si concentrano su McCall che lascia la compagnia e alla fine diventa un investigatore privato a New York. Presenta anche una serie di personaggi ricorrenti originali della serie televisiva, come Mickey Kostmayer, Control e Scott McCall. Un terzo romanzo dal titolo Equalizer: Requiem è stato pubblicato nel 2020.

#### Elenco romanzi
- Michael Sloan, The Equalizer, 19 agosto 2014, Thomas Dunne Books, ISBN 9781250041968
- Michael Sloan, Killed in Action: An Equalizer Novel, 30 gennaio 2018, St. Martin's Press, ISBN 9781250098672
- Michael Sloan, Equalizer: Requiem, 12 novembre 2020, BearManor Media, ISBN 9781629336459